# Ильинка (Красноперекопский район)
Ильи́нка (до 1948 года Вило́р, до 1928 года Но́вый Джелиша́й; укр. Іллінка, крымскотат. Yañı Celişay, Янъы Джелишай) — село в Красноперекопском районе Республики Крым, центр Ильинского сельского поселения (согласно административно-территориальному делению Украины — Ильинского сельского совета Автономной Республики Крым).

## Население
| 2001 | 2014  |
| ---- | ----- |
| 1366 | ↘1140 |

Всеукраинская перепись 2001 года показала следующее распределение по носителям языка
| Язык             | Процент |
| ---------------- | ------- |
| русский          | 64.49   |
| украинский       | 30.01   |
| крымскотатарский | 3.95    |
| другие           | 0.29    |

### Динамика численности
| - 1926 год — 62 чел. - 1974 год — 1482 чел. - 1989 год — 1912 чел. | - 2001 год — 1366 чел. - 2009 год — 1287 чел. - 2014 год — 1140 чел. |

## Современное состояние
На 2017 год в Ильинке числится 20 улиц; на 2009 год, по данным сельсовета, село занимало площадь 2,1 тысячи гектара, на которой в 481 дворе проживало более 1,2 тысячи человек. В селе действует детский сад «Росток», средняя общеобразовательная школа, Дом культуры, библиотека, отделение Почты России, православный храм священномученика Ефрема. Село газифицировано, Ильинка связана автобусным сообщением, городами Крыма с райцентром и соседними населёнными пунктами.

## География
Ильинка расположена на юго-западе района, на левом берегу реки Воронцовка, у границы с Первомайским районом, высота центра села над уровнем моря — 9 м. Ближайшие сёла: Воронцовка в 2 км на север и Трактовое в 2,5 км на юго-запад. Расстояние до райцентра — около 16 километров (по шоссе), там же ближайшая железнодорожная станция (на линии Джанкой — Армянск). Транспортное сообщение осуществляется по региональной автодороге 35Н-304 от шоссе 35К-001 Красноперекопск — Симферополь (по украинской классификации — С-0-10733).

## История
По имеющимся данным село основано в 1912 году, как имение помещика Пахомова.
После установления в Крыму Советской власти, по постановлению Крымревкома от 8 января 1921 года № 206 «Об изменении административных границ» была упразднена волостная система, Перекопский уезд переименовали в Джанкойский, в котором был образован Ишуньский район, в состав которого включили село, а в 1922 году уезды получили название округов. 11 октября 1923 года, согласно постановлению ВЦИК, в административное деление Крымской АССР были внесены изменения, в результате которых округа были отменены, Ишуньский район упразднён и село вошло в состав Джанкойского района. Согласно Списку населённых пунктов Крымской АССР по Всесоюзной переписи 17 декабря 1926 года, в селе Джелишай Новый, Воронцовского сельсовета Джанкойского района, числилось 11 дворов, все крестьянские, население составляло 62 человека, из них 61 украинец, 1 записан в графе «прочие». В 1928 году на базе бывших имений был образован колхоз Вилор. Постановлением ВЦИК от 30 октября 1930 года был восстановлен Ишуньский район и село, вместе с сельсоветом, включили в его состав. Постановлением Центрального исполнительного комитета Крымской АССР от 26 января 1938 года Ишуньский район был ликвидирован и создан Красноперекопский район с центром в поселке Армянск (по другим данным 22 февраля 1937 года).
В годы Великой Отечественной войны, при обороне Крыма в октябре 1941 года, в окрестностях села на Ишуньских позициях погибли воины 95-й и 172-й стрелковых дивизий, отдельной кавалерийской дивизии, батальона морской пехоты и других частей. Во время освобождения Крыма в апреле 1944 года, бои за село вели бойцы 216-й стрелковой дивизии 51-й армии. В 1956 году останки павших, общим числом около 80 человек, похороненных в сёлах Ильинка, Воронцовка и Трактовое, в том числе — Героя Советского Союза, старшего сержанта Коробчука Александра Кондратьевича, перезахоронили в одну братскую могилу в центре Ильинки, на которой установили обелиск. В 1971 году был сооружён новый памятник работы скульптора Николая Алексеевича Дубина, в виде скульптурной двухфигурнуой композиции. Постановлением Совета министров Республики Крым № 627 от 20 декабря 2016 года памятник отнесён к категории объектов культурно-исторического наследия России регионального значения.
С 25 июня 1946 года Вилор в составе Крымской области РСФСР. Указом Президиума Верховного Совета РСФСР от 18 мая 1948 года, Вилор переименовали в Ильинку. В 1951 году образован колхоз им. Калинина, в 1953 году преобразованный в совхоз «Штурм Перекопа». 26 апреля 1954 года Крымская область была передана из состава РСФСР в состав УССР, в том же году образован Ильинский сельсовет. Время включения в Воронцовский сельсовет пока не выяснено: на 15 июня 1960 года село уже числилось в его составе. К 1968 году восстановлен Ильинский сельсовет. По данным переписи 1989 года в селе проживало 1912 человек. С 12 февраля 1991 года село в восстановленной Крымской АССР, 26 февраля 1992 года переименованной в Автономную Республику Крым. С 21 марта 2014 года в составе Крыма аннексирована Россией.